# Jean-Marc Dubois
Pour les articles homonymes, voir Dubois.
Jean-Marc Dubois, né le 6 juillet 1969 à Vodecée (province de Namur), est un auteur de bande dessinée et coloriste belge.

## Biographie
Jean-Marc Dubois naît le 6 juillet 1969 à Vodecée,, une commune actuellement rattachée à Philippeville. Il ne cesse de vouloir faire de la bande dessinée depuis son enfance fortement marquée par la ligne claire et l’école de Marcinelle.
Après un passage à l’Université libre de Bruxelles puis au cours préparatoire de l’Institut Saint-Luc de Bruxelles, il s’oriente vers la bande dessinée à l’École de recherche graphique (ERG) où il suit le cours d’Alain Goffin. Son diplôme obtenu, il participe au collectif 31, Place de Brouckère se déroulant à l’hôtel Métropole de Bruxelles et réalisé par les élèves issus du cours d’Alain Goffin.
Les planches de ce recueil seront exposées au festival international de la bande dessinée d'Angoulême de 1994.
Un peu plus tard, il collabore avec Alain Goffin, au sein de son studio, à la réalisation de nombreuses bandes dessinées et illustrations publicitaires et/ou commerciales. Il participe notamment au dernier album d’Alain Goffin, Northreed Project publié dans la collection « Long Courrier » aux éditions Dargaud en 1997.
En 2004, il réalise son premier album, le western intitulé Ecce Homo sur un scénario d'Étienne Schréder, publié dans la collection « Carrément 20/20 » aux éditions Glénat en 2004. Il met en scène la bourgade de Brasstone dans l'Amérique profonde confrontée à la venue d'un nouveau messie. Le chroniqueur JLM du site ActuaBD reçoit favorablement l'ouvrage et il écrit : « [...] cet album nous présente un nouveau dessinateur à suivre : l’étonnant Jean-Marc Dubois. Avec un dessin fluide et efficace, mis en valeur par un traitement des couleurs très original, voilà un auteur qui ne doit rien à personne, sauf peut-être quelques influences bien digérées et absorbées. »
Cette collaboration avec Étienne Schréder lui permet d'expérimenter d'autres techniques comme la couleur directe, l'acrylique et le noir et blanc. Il réalise ainsi la mise en couleur du Crocodile enchaîné et de La Rose des Gueux sur l'hôpital Notre-Dame à la Rose.
C'est à quatre mains avec Philippe Capart qu'il réalise le one shot La Première Mésaventure de Laurent Dognon scénarisé par l'écrivain Régis Duqué à l'occasion de la célébration du centenaire du Collège Saint-Michel en 2005.
D'autre part, l'auteur participe à divers albums collectifs dont Carrément Bruxelles (Glénat, 2005) et Vivre ? avec le récit Flash-back (Centre de Prévention du Suicide, 2010).
Depuis 2000, Jean-Marc Dubois pratique la retouche photo dans la publicité et la communication. Il collabore aussi avec la photographe Dina Köttgen.
En 2015, il anime un atelier bande dessinée à la bibliothèque Pierre Perret  de Waremme,.

### Vie privée
Après avoir vécu à Bruxelles, il vit à Waremme depuis 2015.

## Œuvres

### Comme coloriste

#### L'Or de Saba
- 1. Ardoukoba, Soleil, coll. « Soleil Noir », Toulon, août 1994
Scénario : Philippe Aubert - Dessin : Georges Ramaïoli - Couleurs : Jean-Marc Dubois -  (ISBN 2-87297-015-0)
- 2. L'Œil de la reine[11], Blanco, Bruxelles, 1992
Scénario : Philippe Aubert - Dessin : Georges Ramaïoli - Couleurs : Jean-Marc Dubois -  (ISBN 2-87297-015-0),Réédition en 1994, Soleil, coll. « Soleil Noir »  (ISBN 2-87764-239-9).

#### Pour Étienne Schréder
- Le Crocodile enchaîné, Audoin, Bruxelles, 2001
Scénario et dessin : Étienne Schréder - Couleurs : Jean-Marc Dubois,(OCLC 1400658960)
- La Rose des gueux[6], Prométhéa ASBL, juin 2010
Scénario et dessin : Étienne Schréder - Couleurs : Jean-Marc Dubois,Format à l'italienne. Traduction en néerlandais De Roos Der Geuzen (OCLC 1010420569)

### Collaboration
- Northreed Project de Alain Goffin et Benoît Peeters, Dargaud, coll. « Long Courrier », 1997  (ISBN 2-205-04477-X)

### One shots

#### Ecce Homo
- Ecce Homo[5],[4],[12],[13],[14], Glénat, coll. « Carrément 20/20 », Grenoble, septembre 2004
Scénario : Étienne Schréder - Dessin et couleurs : Jean-Marc Dubois -  (ISBN 2723444430)

#### Incognitos
- La Première Mésaventure de Laurent Dognon[15], CPS Consult editions, avril 2005
Scénario : Régis Duqué - Dessin : Philippe Capart, Jean-Marc Dubois - Couleurs : Jean-Marc Dubois,

### Collectifs
- 31 Place de Brouckère[16], Académie des Arts de Woluwe-Saint-Pierre, Woluwe-Saint-Pierre, 1994
Scénario : collectif dont Johan Massez - Dessin : collectif dont Jean-Marc Dubois - Couleurs : noir et blanc,Tirage à 500 exemplaires.
- Carrément Bruxelles - Ronduit Brussel, Glénat, coll. « Carrément 20/20 », Grenoble, septembre 2005
Scénario : collectif - Dessin : collectif dont Jean-Marc Dubois - Couleurs : quadrichromie -  (ISBN 2-87176-218-X)
- Vivre[17] ?, Centre de prévention du suicide, 2010
Scénario et dessin : collectif dont Jean-Marc Dubois - Couleurs : quadrichromie,Participation : Flash-back. Album né de l'initiative du Centre de Prévention du Suicide à l'occasion de ses 40 ans. Dépôt légal : D/2010/12.301/1.
- 1. Kronikas 1 - Alger / Brussels / La Habanae[18], Maison Autrique, Schaerbeek, 1 septembre 2017
Scénario : collectif - Dessin : collectif dont Jean-Marc Dubois - Couleurs : quadrichromie -  (ISBN 978-2-9601963-1-3)

#### Livres
: document utilisé comme source pour la rédaction de cet article.
- Le 9e Rêve no 6, Bruxelles, Institut Saint-Luc de Bruxelles, École de recherche graphique, 2006, 144 p. (présentation en ligne), p. 36.
- Jacques Fiérain, « Dubois, Jean-Marc », dans La BD dans la province du Hainaut, Charleroi, Éd. l'Âge d'or, septembre 2006, 96 p., ill. ; 31 cm (ISBN 9782960046458 et 2960046455, OCLC 469651838, présentation en ligne), p. 54. .
- Philippe Mellot, Michel Denni, Laurent Turpin et Isabelle Morzadec, Trésors de la bande dessinée : BDM 2023-2024 - Catalogue encyclopédique et Argus, Paris, Les Arènes, novembre 2022, 23e éd., 1677 p., ill. ; 23 cm (ISBN 9791037507280, OCLC 1351462460, présentation en ligne), p. 426, 729. .